# Tennis Napoli Cup 2025
La Tennis Napoli Cup 2025 è stato un torneo maschile di tennis professionistico. È stata la 23ª edizione del torneo, facente parte della categoria Challenger 125 nell'ambito dell'ATP Challenger Tour 2025, con un montepremi di 181 000 €. Si è giocato dal 24 al 30 marzo 2025 sui campi in terra rossa del Tennis Club Napoli di Napoli, in Italia.

## Partecipanti

### Teste di serie
| Nazionalità   | Giocatore           | Ranking* | Testa di serie |
| ------------- | ------------------- | -------- | -------------- |
| Italia        | Luciano Darderi     | 61       | 1              |
| Belgio        | Raphaël Collignon   | 91       | 2              |
| Italia        | Francesco Passaro   | 94       | 3              |
| Brasile       | Thiago Seyboth Wild | 96       | 4              |
| Italia        | Fabio Fognini       | 97       | 5              |
| Stati Uniti   | Tristan Boyer       | 111      | 6              |
| Croazia       | Borna Ćorić         | 112      | 7              |
| Taipei cinese | Tseng Chun-hsin     | 115      | 8              |

* Ranking al 17 marzo 2025.

### Altri partecipanti
I seguenti giocatori hanno ricevuto una wild card per il tabellone principale:
- Francesco Maestrelli
- Thiago Seyboth Wild
- Giulio Zeppieri

I seguenti giocatori sono entrati in tabellone come alternate:
- Filip Cristian Jianu
- Max Hans Rehberg

I seguenti giocatori sono passati dalle qualificazioni:
- Franco Agamenone
- Elias Ymer
- Borna Gojo
- Andrea Pellegrino
- Giovanni Fonio
- Hynek Bartoň

## Punti e montepremi
| Torneo    | Torneo              | V      | F      | SF    | QF    | 2T    | 1T    | Q | Q2  | Q1  |
| Singolare | Punti               | 125    | 64     | 35    | 16    | 8     | 0     | 5 | 3   | 0   |
| Singolare | Premi in denaro (€) | 19 650 | 11 570 | 6 850 | 3 990 | 2 345 | 1 420 | – | 710 | 355 |
| Doppio    | Punti               | 125    | 64     | 35    | 16    | –     | 0     | – | –   | –   |
| Doppio    | Premi in denaro (€) | 8 420  | 4 900  | 2 940 | 1 750 | –     | 990   | – | –   | –   |

## Campioni

### Singolare
Vít Kopřiva ha sconfitto in finale  Luciano Darderi con il punteggio di 3–6, 6–3, 7–6(4).

### Doppio
Alexander Erler /  Constantin Frantzen hanno sconfitto in finale  Geoffrey Blancaneaux /  Albano Olivetti con il punteggio di 6–4, 6–4.